# Heliura grylloides
Heliura grylloides là một loài bướm đêm thuộc phân họ Arctiinae, họ Erebidae.